# 고르쉬코프급 호위함
고르쉬코프급 호위함(Admiral Gorshkov-class frigate)은 러시아 해군의 최신형 호위함이다. 1980년대 건조한 만재배수량 4,400톤 니우스트라쉬미급 호위함의 후속함이다.

## 생산
러시아 해군은 고르쉬코프급 20-30척을 요구했다. 2003년 7월 해군 사령부가 디자인을 승인했다. 21척이 건조된 만재배수량 8,480톤 소브레메니급 구축함, 40척이 건조된 만재배수량 3,575톤 크리박급 호위함을 대체하기 위한 계획이다.
2016년 4월 기준으로, 1, 2번함은 진수했고, 3, 4번함이 건조중이다.
1, 2번함은 우크라이나 국영 en:Zorya-Mashproekt의 가스 터빈 엔진을 장착했다. 2014년 크림반도 위기로 우크라이나가 엔진 납품을 거부하자, 러시아 en:NPO Saturn사가 가스 터빈 엔진을 생산하기로 하였다. 2018년에나 엔진이 인도될 예정이었으나, 러시아 정부가 개입한 이후, 2016년에 엔진이 인도될 예정이다.

## 이지스함
미국 이지스함과 같이, 함교의 4면에 AESA 레이다를 부착했다. 32개의 VLS에 S-300 함대공 미사일을 탑재했다. 러시아판 이지스함이다. 16발의 SS-N-26 또는 3M-54 클럽(SS-N-27) 함대함, 함대지 미사일을 탑재했다.
동북아 이지스함 대결은 055형 구축함 참조.

## 수출형
2010년 11월 3일 Euronaval-2010 국제 전시회에 수출형 버전 Project 22356가 소개되었다.